# Il fiume maledetto
Il fiume maledetto (Damned River) è un film statunitense del 1989 diretto da Michael Schroeder.

## Trama
Un gruppo assume una guida per portarli a fare rafting lungo il fiume Zambesi in Africa, ma quello che non sanno è che la guida è in realtà un criminale senza scrupoli.